# Steepletop
Steepletop är ett amerikanskt författarmuseum i kommunen Austerlitz i delstaten New York. Steepletop var poeten Edna St. Vincent Millays och maken Eugen Jan Boissevains bondgård. Många av Millays ägodelar befinner sig på samma plats där de var när poeten avled den 19 oktober 1950. För tillfället är museet inte öppet.